# ماداکومبورا (استان شرقی)
ماداکومبورا (به لاتین: Madakumbura) یک منطقهٔ مسکونی در سری‌لانکا است که در استان مرکزی (سری‌لانکا) واقع شده‌است.